# Heinrich Rudolf Schinz

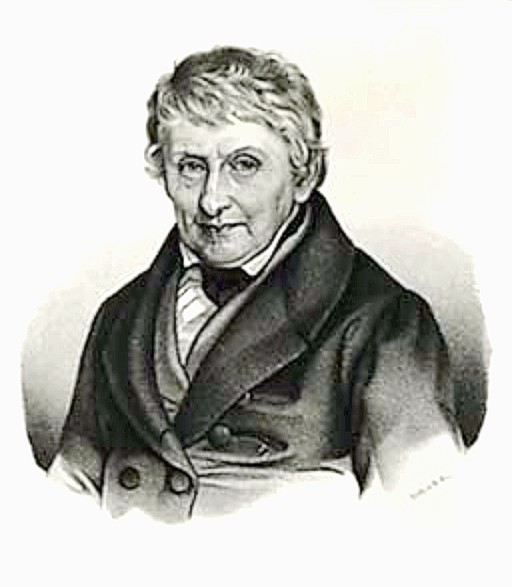
Heinrich Rudolf Schinz

Heinrich Rudolf Schinz (* 30. März 1777 in Zürich; † 8. März 1861 ebenda) war ein Schweizer Zoologe des 19. Jahrhunderts und Verfasser zahlreicher Monografien zu einzelnen Tierarten und der schweizerischen Fauna.

## Leben und Werk

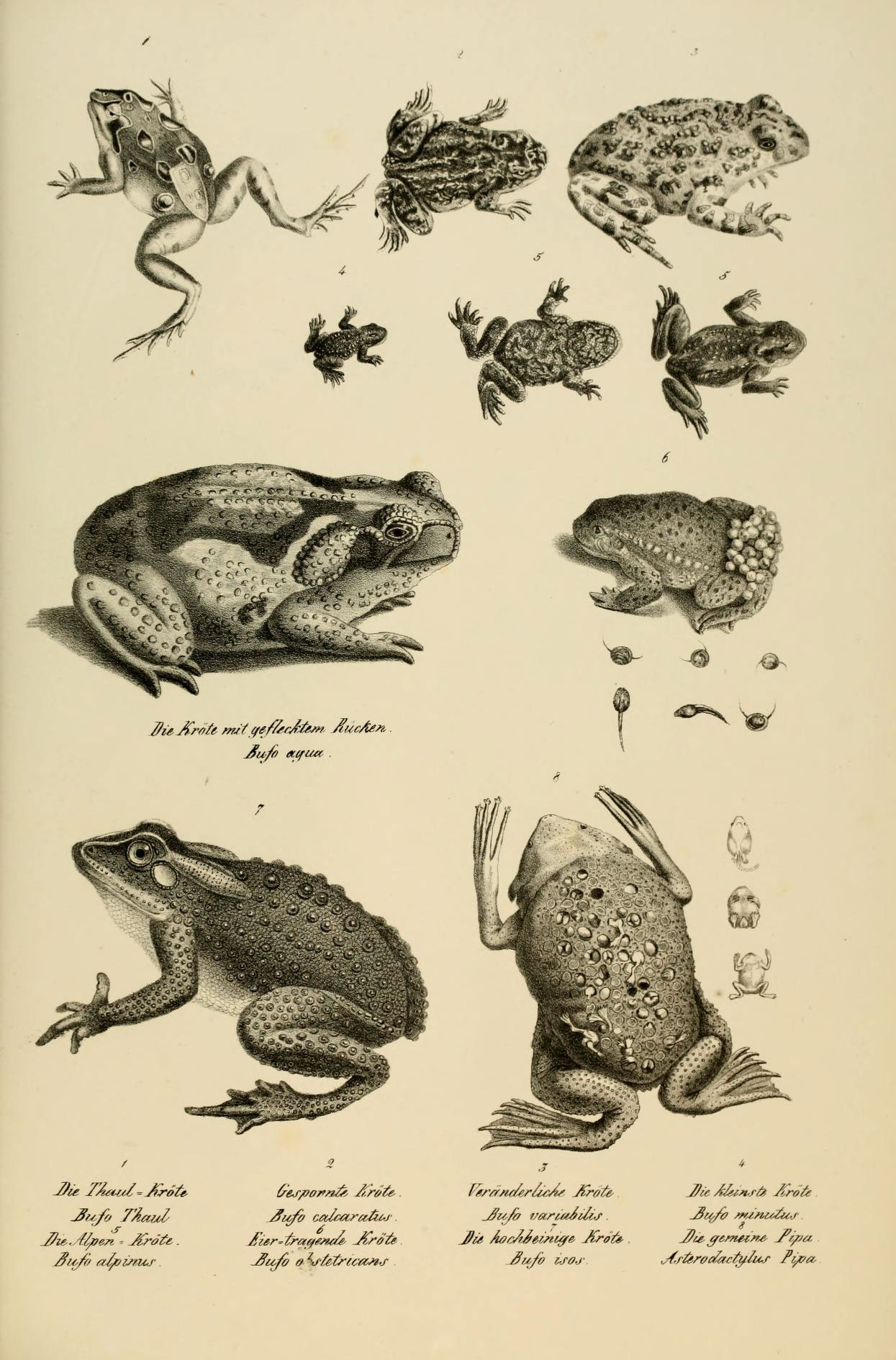
Beispielseite aus seinem Werk Naturgeschichte und Abbildungen der Reptilien (1833), hier: Kröten

Nachdem Schinz in Zürich das Gymnasium besucht hatte, ging er zum Medizinstudium nach Würzburg und später nach Jena, von wo er 1798 als Arzt nach Zürich zurückkehrte. Dort wurde er 1804 Lehrer am medizinischen Institut und 1833 außerordentlicher Professor für Naturgeschichte an der neu gegründeten Universität Zürich. Im Jahr 1821 wurde er zum Mitglied der Leopoldina gewählt. 1845 wurde Schinz von Félix Édouard Guérin-Méneville als Mitglied Nummer 300 der Société Cuvierienne vorgestellt.
Schinz gehörte der Zürcher Naturforschenden Gesellschaft an, für die er als Sekretär, Vorstandsmitglied und Konservator der zoologischen Sammlung tätig war. Als die Sammlung 1837 in den Besitz des Kantons Zürich überging, blieb er deren Konservator.
Von 1854 bis 1856 war er Präsident der Aargauischen Naturforschenden Gesellschaft.
Als Zoologe waren sein Spezialgebiet die Wirbeltiere, speziell die Säugetiere (Mammalogie) und Vögel (Ornithologie), aber er übersetzte auch Georges Cuviers Werk «Le règne animal» ins Deutsche. Einer breiteren Öffentlichkeit bekannt wurde er durch reich illustrierte populärwissenschaftliche Bücher über Wirbeltiere und den Menschen, die zwischen 1824 und 1852 erschienen.
Heinrich Rudolf Schinz starb am 8. März 1861 wenige Wochen vor Vollendung seines 84. Lebensjahres in seiner Geburtsstadt Zürich.

## Ehrungen
Nach ihm ist die Pilzgattung Schinzia Nägeli benannt.

## Werke
- Naturgeschichte und Abbildungen der Säugethiere. Brodtmanns lithographische Kunstanstalt, 1. Aufl. Zürich 1824 und 2. verbesserte Aufl. 1927.
- Naturgeschichte und Abbildungen der Reptilien. Weidmann, Leipzig 1833 (Digitalisat).
- Naturgeschichte und Abbildungen der Menschen und der Säugethiere. Lithographische Anstalt J. Honegger, 1. Aufl. Zürich ohne Jahresangabe (1835).
- Naturgeschichte und Abbildungen der Fische. Weidmann, Leipzig 1836 (Digitalisat in der Digitalen Bibliothek Mecklenburg-Vorpommern).
- Naturgeschichte und Abbildungen der Menschen und der Säugethiere, nach den neuesten Entdeckungen und vorzüglichsten Originalien bearbeitet von H. R. Schinz. Honeggersche Lithographische Anstalt, 2. verbesserte Aufl. Zürich 184.
- Naturgeschichte und Abbildungen der Menschen und der verschiedenen Rassen und Stämme nach den neuesten Entdeckungen und vorzüglichsten Originalien, bearbeitet von H. R. Schinz. Honeggersche Lithographische Anstalt, 3. erweiterte Aufl. Zürich 1845.
- Systematisches Verzeichniss aller bis jetzt bekannten Säugethiere oder Synopsis Mammalium, nach dem Cuvier’schen System. Jent und Gassmann, Solothurn 1845.
- Europäische Fauna, oder, Verzeichniss der Wirbelthiere Europa's. Stuttgart 1840 doi:10.5962/bhl.title.63801.
- Société Cuvierienne: Nouveaux membres admis dans la Société curvienne. In: Revue Zoologique par La Société Cuvierienne. Band 8, 1845, S. 464 (biodiversitylibrary.org).